# Larrea tridentata
Créosotier, Arbre à créosote
Espèce
Classification phylogénétique
Larrea tridentata (en français : larrée, « créosotier » ou  « arbre à créosote », en anglais : creosote bush) est une espèce de plantes à fleurs de la famille des Zygophyllaceae. C'est un arbuste originaire des régions désertiques d'Amérique du Nord.

## Description
On la trouve dans les déserts du sud-ouest des États-Unis et du nord du Mexique (état du Chihuahua). Il s'agit d'un arbuste toujours vert d'une taille variant d'un à trois mètres, quatre mètres plus rarement. Ses feuilles sont d'un vert sombre et ses fleurs jaunes ont un diamètre de 25 mm et cinq pétales. La plante diffuse une odeur caractéristique de la créosote, d'où elle tire son nom commun.
Il est possible de voir ce buisson qui, sec, est ballotté par le vent et que l’on voit tourner sur lui-même dans les westerns[Information douteuse]. 
Ce buisson a une particularité : la créosote est une substance toxique. Des chercheurs ont identifié la larrée dans un mélange d'herbes impliqué dans un cas d'hépatite aigüe. Et l’évolution lui a en cela rendu un fier service : comme il ne pousse que dans le désert, ce poison tue toute forme végétale autour de lui. Dans un contexte où l’eau et les nutriments sont rares, cette faculté de tuer toute concurrence est un atout précieux pour sa survie.
L'âge d'une plante de cette espèce, baptisée King Clone, près de Lucerne Valley en Californie, a été estimé au carbone 14 à 11 700 ans (évaluation de l'âge de sa souche), faisant d'elle la plante la plus vieille du monde.

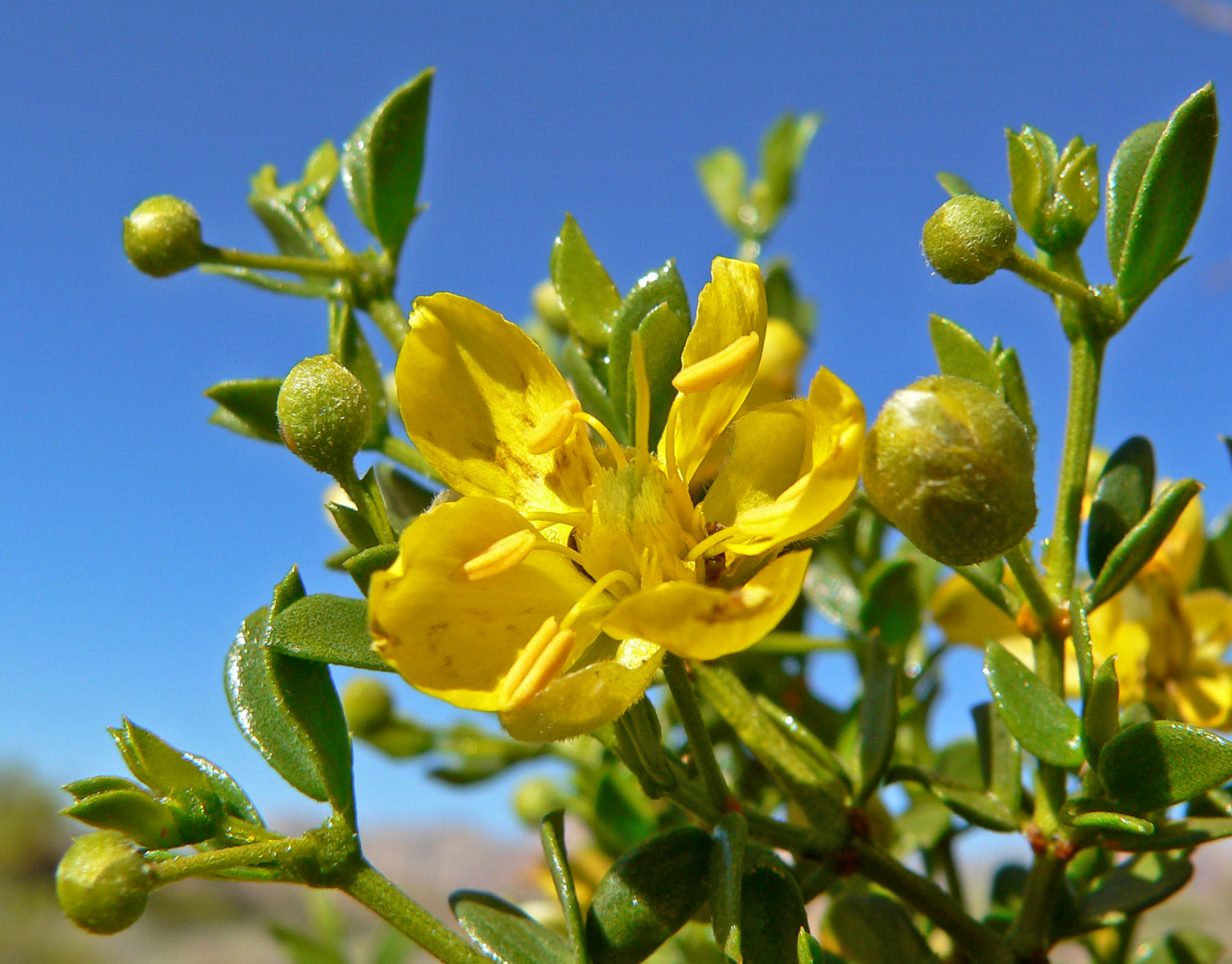
Fleur de créosotier.
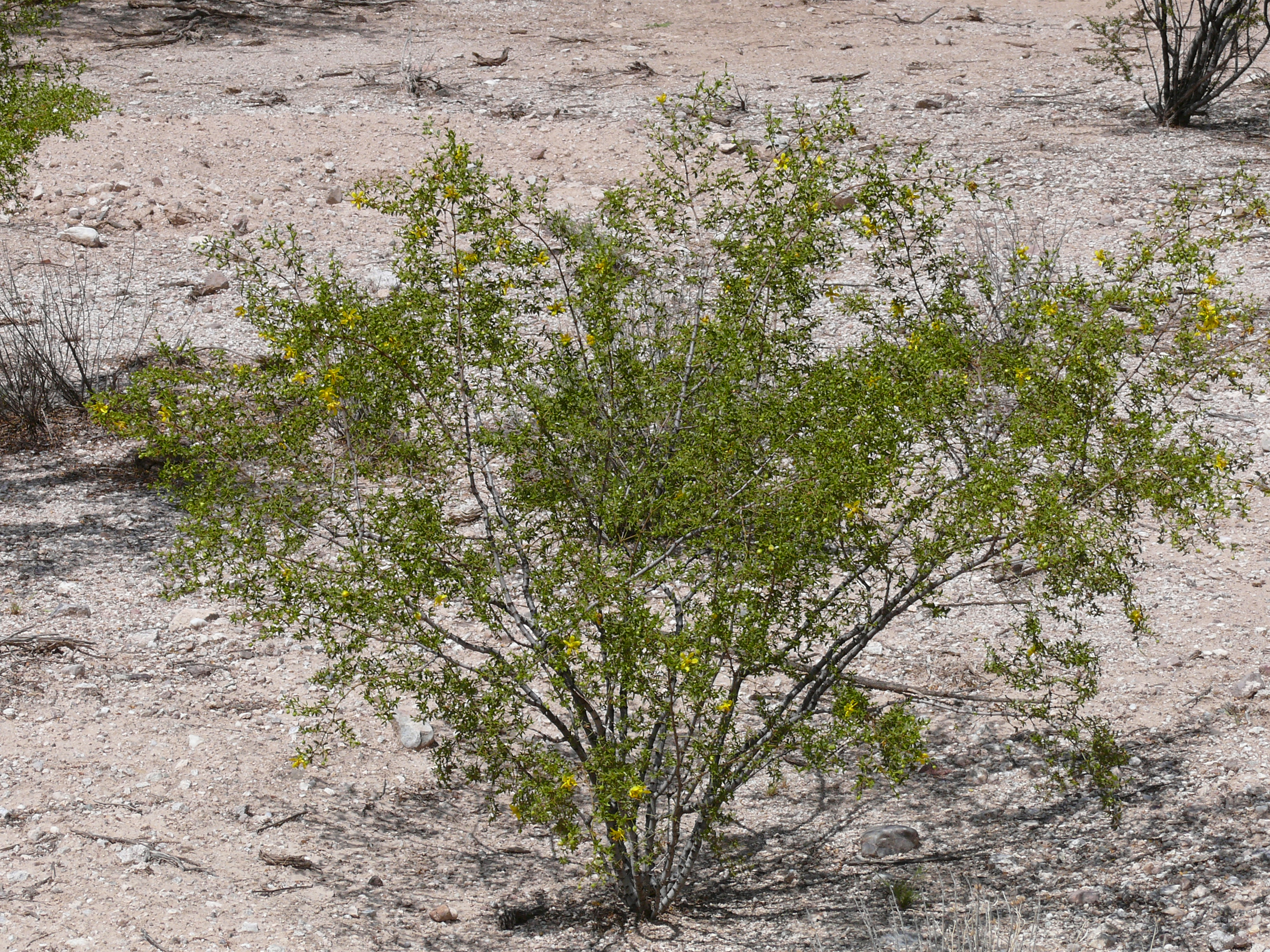
Jeune plant de créosotier.
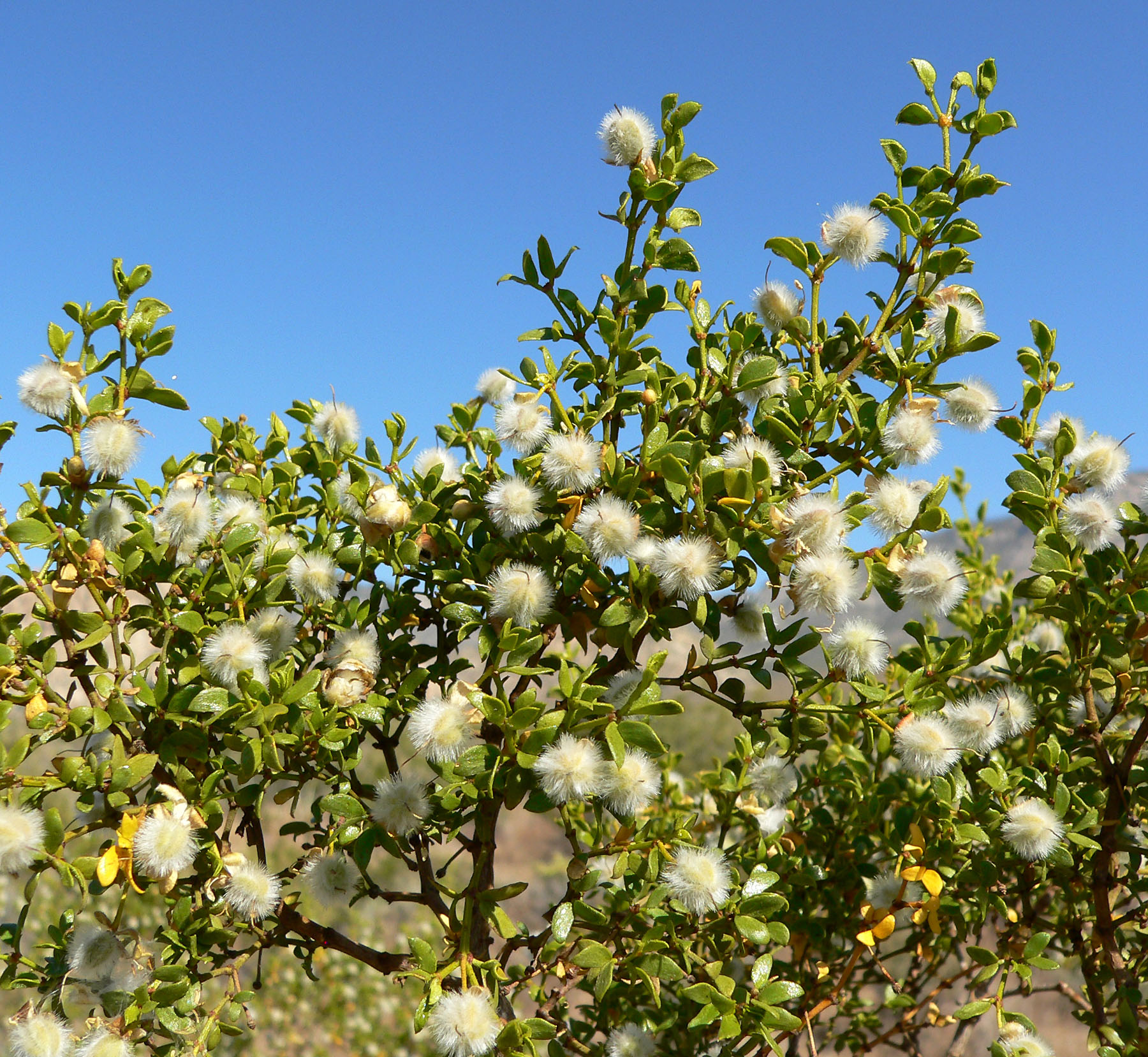
Fruits du créosotier.
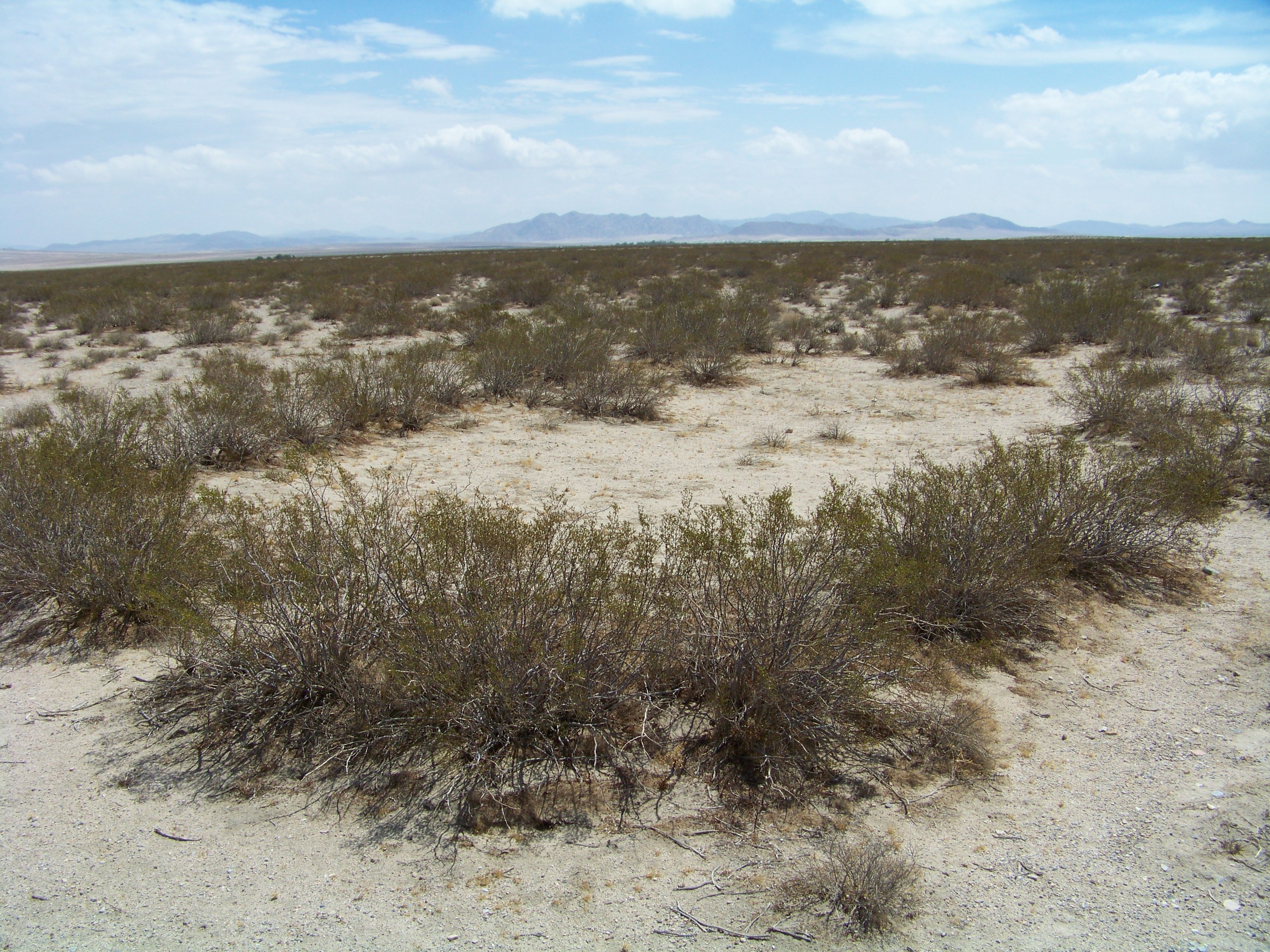
Le King Clone.
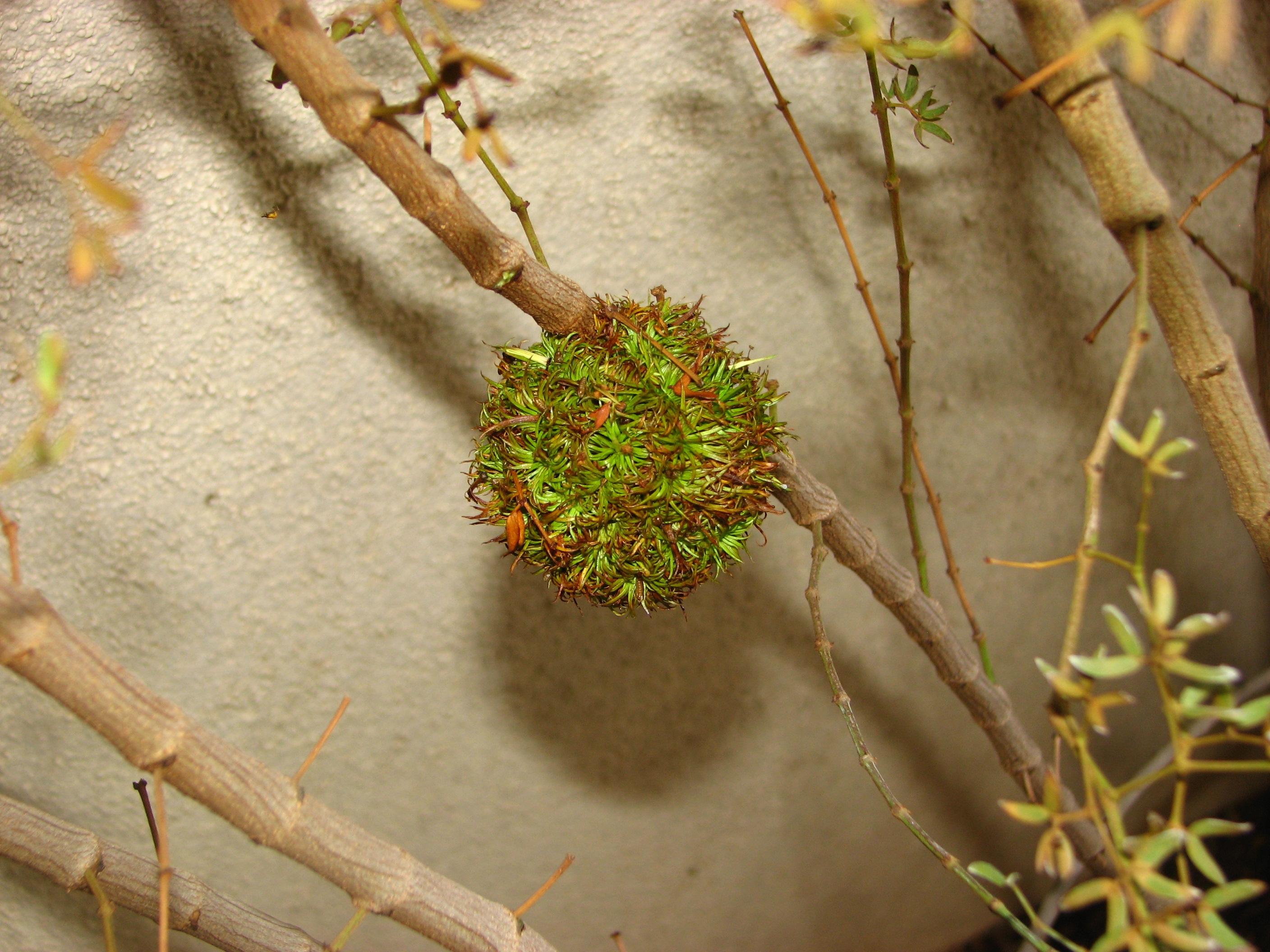
Galle du créosotier due à Asphondylia aurinila.